# Land Rover Discovery Sport

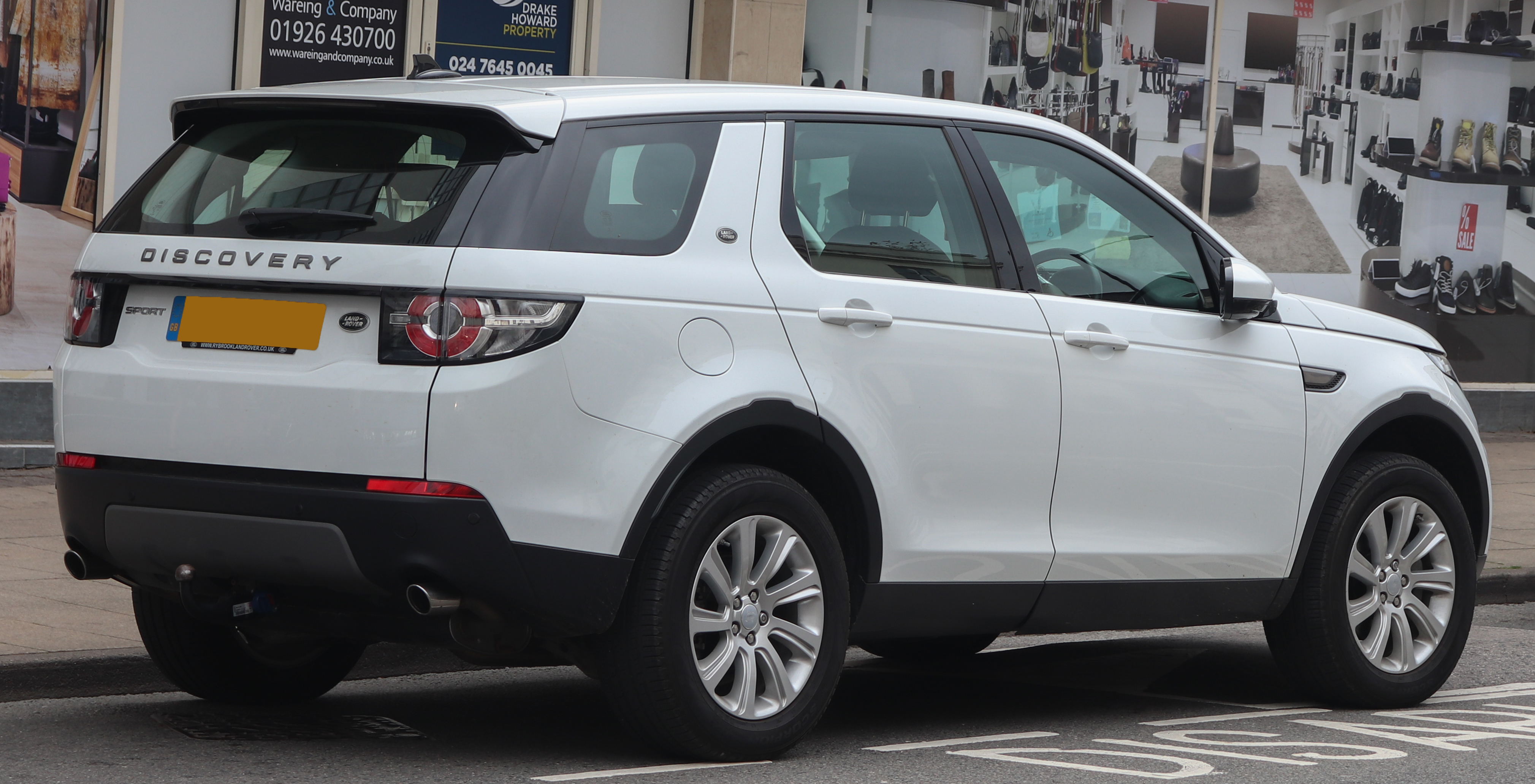
Land Rover Discovery Sport (2014-2019)

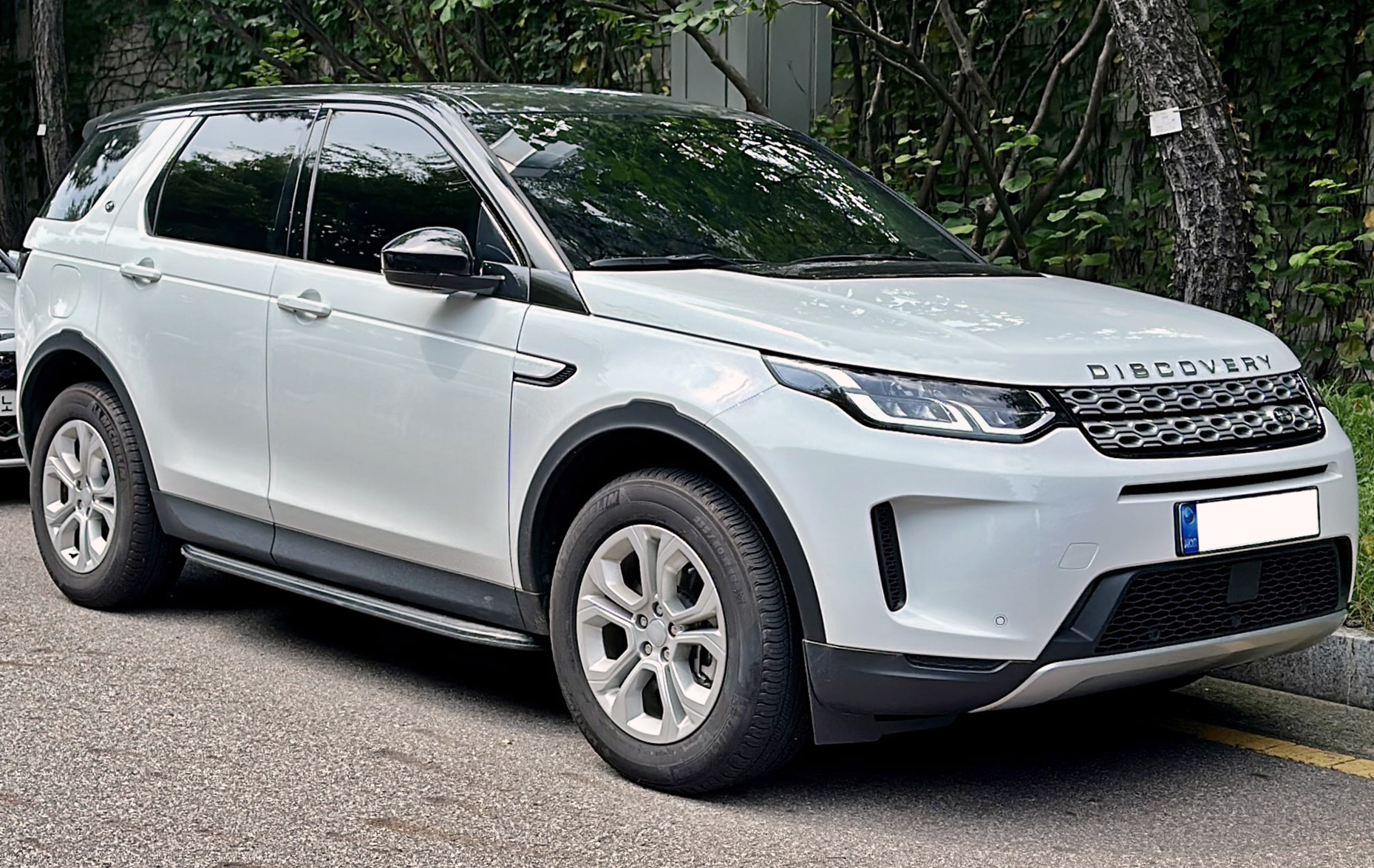
Land Rover Discovery Sport (з 2019)

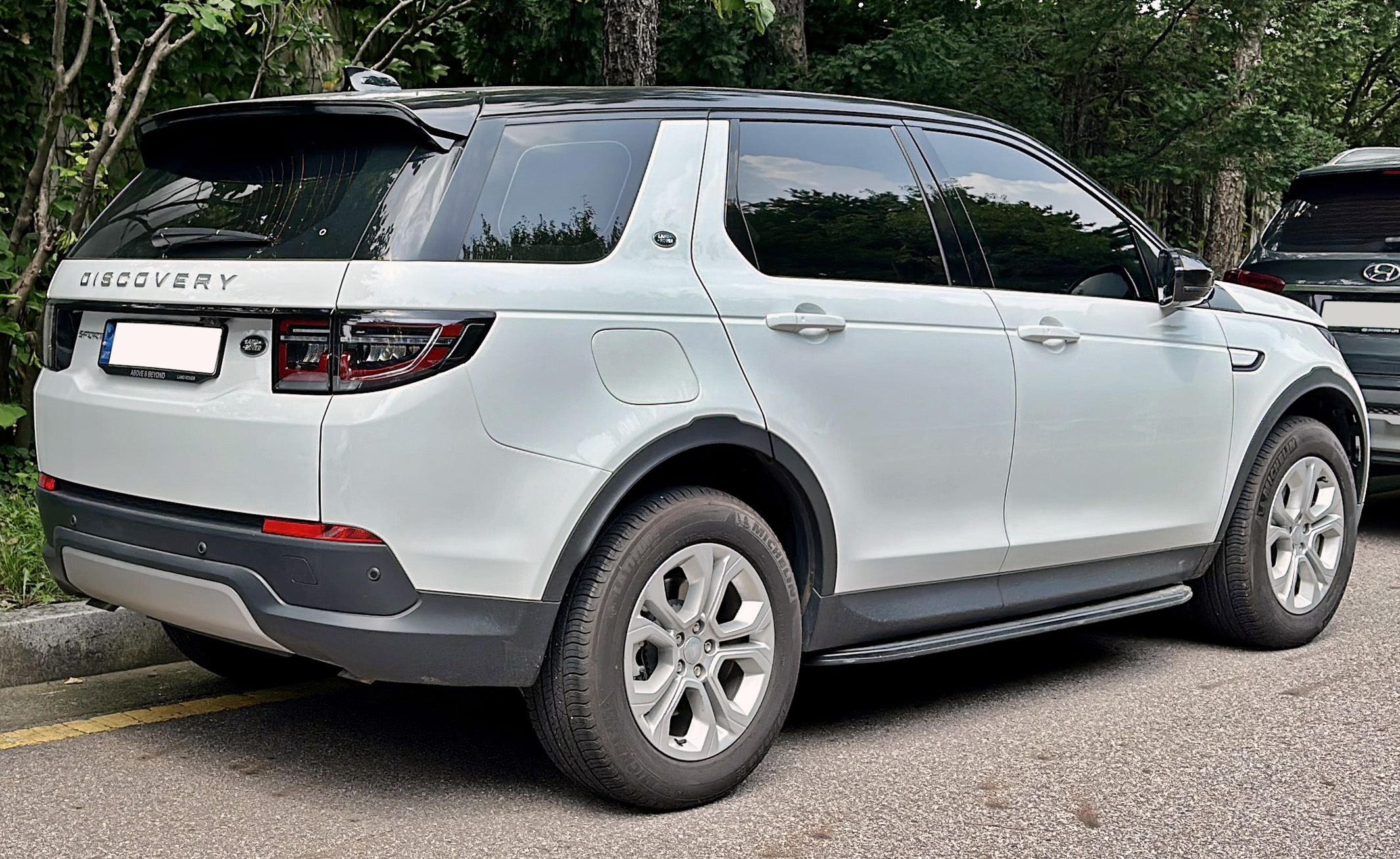
Land Rover Discovery Sport (з 2019)

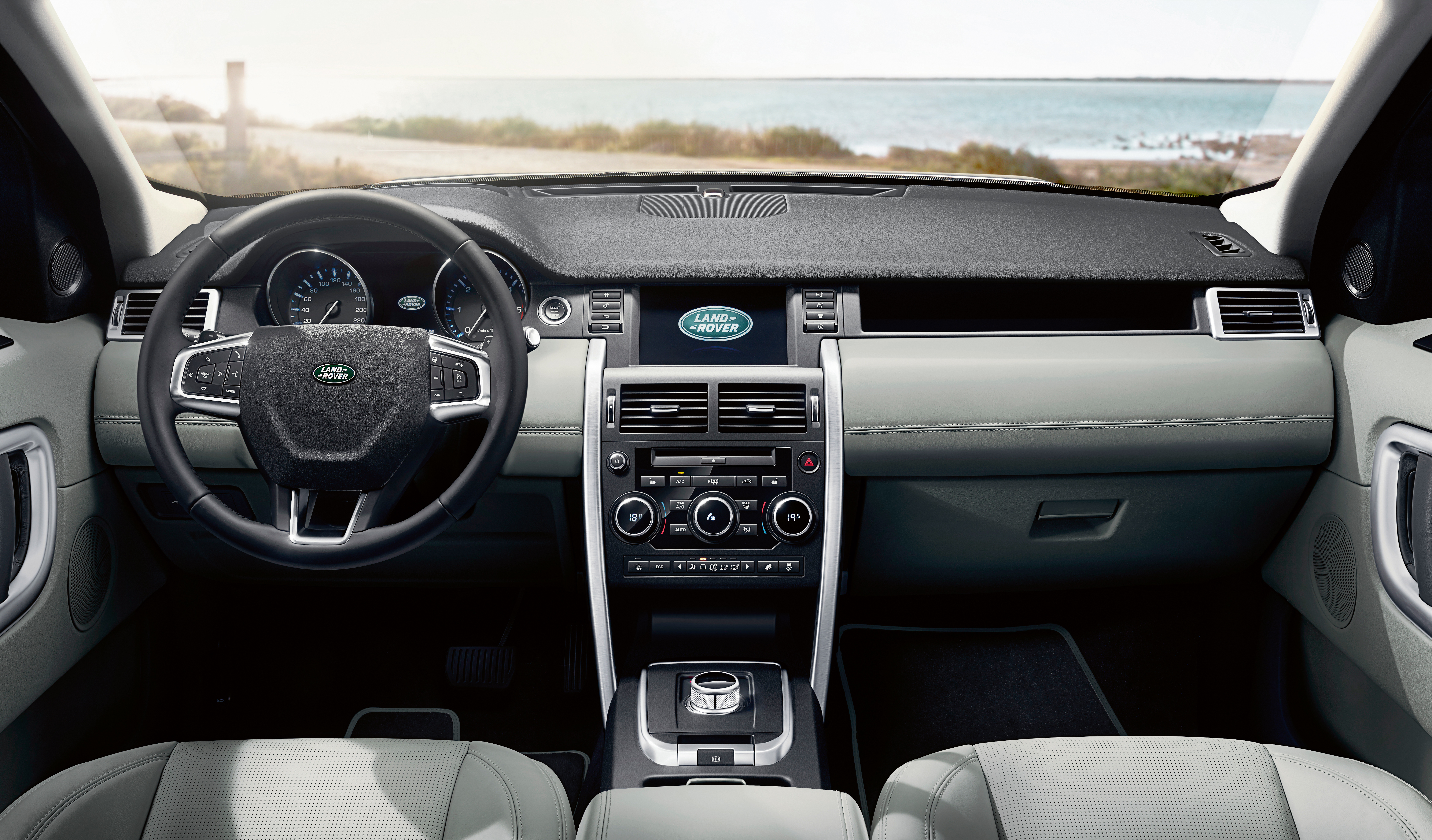
Land Rover Discovery Sport

Land Rover Discovery Sport (заводський код L550) — 7-місний компактний SUV виробництва британської компанії Land Rover. В жовтні 2014 року на автосалоні в Парижі відбудеться дебют моделі, яка буде мати і 7-місну версію, займе нішу на сходинку нижчу від Land Rover Discovery і замінить Land Rover Freelander. Автомобіль подібний на концепт-кар  Land Rover Discovery Vision Concept, який є праобразом Land Rover Discovery п'ятого покоління.

## Опис
Discovery Sport побудований на платформі JLR D8. Передня підвіска незалежна, типу McPherson з пружинами і стабілізатором поперечної стійкості, задня - також незалежна, типу McPherson з пружинами і стабілізатором поперечної стійкості.  Дорожній просвіт дорівнює 212 мм. Машина в стандартній комплектації оснащена повним приводом з муфтою Haldex і системою Terrain Response з 4 режимами, в тому числі призначеними для їзди по снігу, бруду і піску. Кут в'їзду становить 25°, з'їзду - 31°, кут рампи - 21°, а величина подоланих підйомів досягає 45°. Щоб збільшити прохідність, в автомобілі можна демонтувати нижню частину переднього бампера, а високо розташований повітрозабірник двигуна дозволяє Discovery Sport долати і водні перешкоди.

### Рестайлінг 2019
В травні 2019 року дебютувала модернізована модель. В ході рестайлінгу Discovery Sport переїхав на платформу PTA (Premium Transverse Architecture) - продукт власної розробки концерну JLR.
23 листопада 2018 року кросовер Range Rover Evoque другого покоління відсвяткував прем'єру на спеціальному заході в Лондоні - там же, де вісім років тому на світ з'явився попередник. В основу лягло шасі Premium Transverse Architecture (PTA). Спереду автомобіль отримав більш досконалі стійки McPherson з гідроопорами важелів, а ззаду замість колишнього McPherson використана фірмова багаторичажка з маленьким «інтегральним» ланкою між однією з поперечних тяг і кулаком.

## Двигуни
Бензинові:
- Si4 Р4 2.0 л 240 к. с. (340 Нм).
- Si4 Р4 2.0 л 290 к. с. (400 Нм).

Дизельні:
- ED4 Р4 2.0 л Ingenium 150 к. с. (380 Нм).
- TD4 Р4 2.0 л Ingenium 150 к. с. (380 Нм).
- TD4 Р4 2.0 л Ingenium 180 к. с. (430 Нм).
- SD4 Р4 2.0 л Ingenium 240 к. с. (500 Нм).

## Продажі в світі
В 2016 році Discovery Sport став найпродаванішою моделлю Land Rover. 
| Рік    | Кількість |
| ------ | --------- |
| 2014   | 83        |
| 2015   | 69,501    |
| 2016   | 122,460   |
| Всього | 192,044   |